# Drosophila pinicola
Drosophila pinicola är en tvåvingeart som beskrevs av Sturtevant 1942. Drosophila pinicola ingår i släktet Drosophila och familjen daggflugor.
Arten finns i de amerikanska delstaterna Kalifornien och Washington.